# Santa Rosa del Aguaray
Santa Rosa del Aguaray ist eine Stadt und ein Distrikt im Departamento San Pedro von Paraguay. Es liegt 250 km nordöstlich von Asunción an der Kreuzung der Ruta 8 mit der Ruta 11. Es löste sich 2002 vom Distrikt Nueva Germania, eine ursprünglich von Deutschen gegründete Kolonie, und zählt rund 41.000 Einwohner (2019).

## Geschichte
Die Gegend um Santa Rosa war lange ein Zentrum der Holzverarbeitung. Dutzende von Sägewerken, die mehrheitlich von Brasilianern betrieben wurden, waren der Hauptwirtschaftszweig. 1969 ließen sich im heutigen Santa Rosa deutschstämmige Mennoniten aus Mexiko und Kanada nieder und gründeten die Kolonie Nuevo México. Sie widmeten sich auf ihren 8450 ha Land bis heute der Landwirtschaft und trugen mit ihren Steuern zum wirtschaftlichen Aufschwung des Ortes bei. Im Lauf der Zeit eröffneten auch Finanzinstitute, Restaurants, Hotels, Einkaufszentren und ein 100-Betten-Krankenhaus.
Der wirtschaftliche Erfolg der Mennoniten, die Landwirtschaft mit modernen Maschinen betreiben, führte aber auch zu Neid und Missgunst bei Teilen der ärmeren Bevölkerung. Bewaffnete Banden entführen seit mehreren Jahren Angehörige der Mennoniten und fordern Lösegeld. Sie werden manchmal sogar jahrelang in Gefangenschaft gehalten. Viele Deutschstämmige fühlten sich im Land nicht mehr sicher und erwägten, das Land zu verlassen, erklärte ihr Sprecher David Reimer im Juli 2016. Im Dezember 2021 wurde dessen 23-jähriger Sohn Peter Reimer entführt und nach neun Tagen freigelassen, nachdem die Familie die Forderung der Entführer erfüllt hatte, Lebensmittel im Wert von 500.000 US-Dollar zu spenden, obwohl sie selbst gar nicht über diese Mittel verfügte. Im Dezember 2023 kam es im Distrikt erneut zu einer versuchten Geiselnahme auf einer Estancia der Mennoniten. Dem Entführungsopfer gelang jedoch die Flucht.

## Bildung
Das Bildungsniveau von zwei Dritteln der Bevölkerung ist sehr niedrig und erreicht nicht die 6. Klasse. Unter der indigenen Bevölkerung ist die Analphabetenrate besonders hoch. Dieser Zustand wirkt sich negativ auf die wirtschaftliche Entwicklung der Region aus. Für die relativ kleine Bildungsschicht haben sich im Ort Filialen verschiedener Universitäten angesiedelt:
- Universidad Nacional de Asunción mit einer Medizinischen Fakultät (UNA)
- Universidad Tecnológica Intercontinental (UTIC)
- Universidad Técnica de Comercialización y Desarrollo (UTCD)
- Universidad Politécnica y Artística del Paraguay (UPAP)

Im Distrikt wurde 1995 die Landwirtschaftsschule Escuela Agrícola de San Pedro gegründet, die anfänglich auch ein Wohnheim aufwies und von Schülern aus dem gesamten Land besucht wurde. Im Lauf der Zeit wurden durch fehlende Wartung die Unterrichtsräume wegen Baufälligkeit auf ein Fünftel der Fläche reduziert.

## Laguna Blanca
Laguna Blanca ist ein 804 ha großes Naturschutzgebiet 25 km östlich des Stadtzentrums an einem 2,3 km langen See mit weißem Sandstrand. Es beherbergt 122 Vogelarten und wurde 2001 als Important Bird Area klassifiziert. Es wird als „Paraguayische Karibik“ vermarktet und wurde 2022 von 80.000 Touristen besucht. Im Januar 2023 wurden sechs Badegäste von Piranhas angegriffen, wobei eines der Opfer vier Zehen verlor.